# Asien-Meisterschaften im Straßenradsport 2023
Die Asien-Meisterschaften im Straßenradsport 2023 fanden vom 7. bis 13. Juni in Rayong in Thailand statt. Sie wurden durch den Asiatischen Radsportverband ACC ausgerichtet. Es war die 42. Austragung dieser Meisterschaften. Im Rahmen derselben Veranstaltung fanden auch Wettbewerbe im Paracycling statt, außerdem noch Rennen der Master-Kategorie. In den Straßenrennen der Männer und Frauen wurden je zwei Plätze in der Qualifikation für die Olympischen Sommerspiele 2024 vergeben.

## Beteiligung
Es gingen 325 Athleten aus 26 asiatischen Nationen an den Start, und zwar aus Afghanistan, Bahrain, China, Hongkong, Indien, Indonesien, Irak, dem Iran, Japan, Kasachstan, Kuwait, Laos, Macau, Malaysia, der Mongolei, Oman, Pakistan, den Philippinen, Saudi-Arabien, Singapur, Südkorea, Taiwan, Thailand, Usbekistan, den Vereinigten Arabischen Emiraten und Vietnam. Die Vertreter Afghanistans nahmen unter der Flagge der Islamischen Republik Afghanistans teil.

## Ablauf
Die im Vorjahr noch ausgefahrenen Mannschaftszeitfahren für Männer und für Frauen wurden durch zwei Mixed-Staffeln ersetzt, je eine für die Kategorien Elite und Junioren. Das Programm war wie folgt:
- 7. Juni: Mixed-Staffel Elite, Junioren
- 8. Juni: Einzelzeitfahren Juniorinnen, Junioren
- 9. Juni: Einzelzeitfahren Männer U23
- 10. Juni: Einzelzeitfahren Frauen U23 und Elite, Männer
- 11. Juni: Straßenrennen Junioren, Männer U23
- 12. Juni: Straßenrennen Juniorinnen, Frauen U23 und Elite
- 13. Juni: Straßenrennen Männer

Die Wettbewerbe in den Mixed-Staffeln und im Einzelzeitfahren fanden rund um den Dok-Krai-Stausee nördlich von Rayong statt, ebenso die Straßenrennen im Junioren- und U23-Bereich. Die Straßenrennen der Elite führten vom Stausee aus durch die Hügel östlich von Rayong und von dort ins Stadtzentrum. Die Entfernung in der Elite-Staffel betrug 2 × 30 km, in der Junioren-Staffel 2 × 15 km. Im Einzelzeitfahre betrug sie bei den Juniorinnen 15 km, bei den Männern 46 km, sonst 30 km. Die Wettbewerbe der Kategorien Frauen Elite und Frauen U23 fanden in eins statt, wurden aber getrennt gewertet. Laut veröffentlichtem Reglement war im Einzelzeitfahren jeweils ein Vertreter pro Nation zugelassen. In der Praxis hatten die Titelverteidiger ein Startrecht zusätzlich zum Quotenplatz ihres Landes.

## Ergebnisse

### Männer

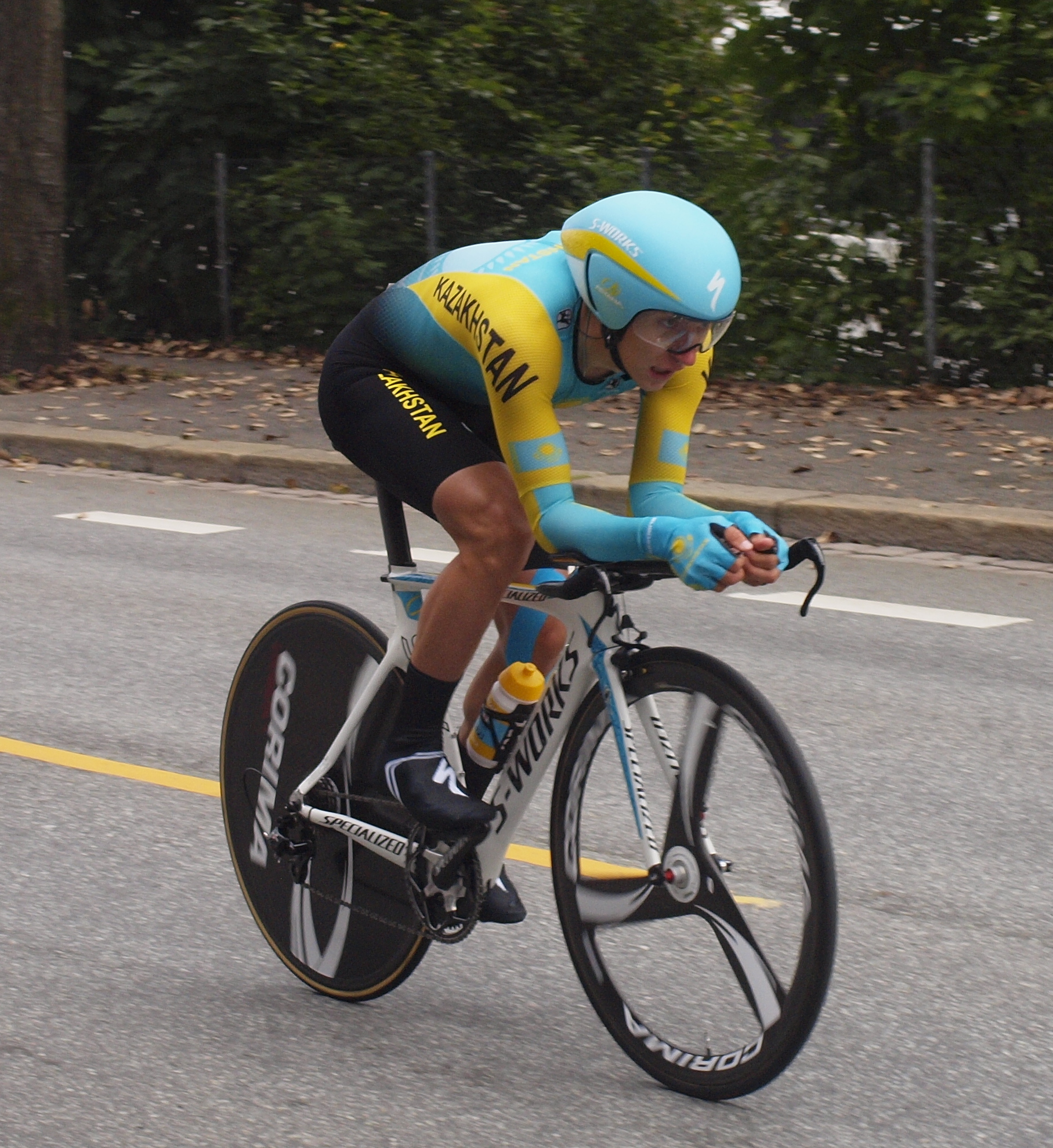
Gleb Brussenski (hier 2017) gewann das Straßenrennen der Männer.

Straßenrennen: Das Rennen ging über 156 Kilometer, es waren 93 Fahrer aus 23 Nationen am Start. Murodjon Xolmurodov, der 2013 das Rennen gewonnen hatte, wurde unterwegs disqualifiziert, da er sich an seinem Teamfahrzeug festgehalten hatte. Kasachstan gelang der dritte Titelgewinn in Folge. Die Medaillengewinner hatten sich in der Endphase aus einer 20-köpfigen Gruppe absetzen können und eine Minute Vorsprung gewonnen. Die Kasachen spielten ihre numerische Überlegenheit aus: Fünf Kilometer vor dem Ziel attackierte Gleb Brussenski, während Jewgeni Giditsch am Hinterrad des Japaners Yukiya Arashiro blieb. Kurz vor dem Ziel attackierte Giditsch seinerseits und kam als Zweiter ins Ziel.
| Rang | Teilnehmer       | Zeit      |
| ---- | ---------------- | --------- |
| 1    | Gleb Brussenski  | 3:23:13 h |
| 2    | Jewgeni Giditsch | + 0:07    |
| 3    | Yukiya Arashiro  | + 0:13    |

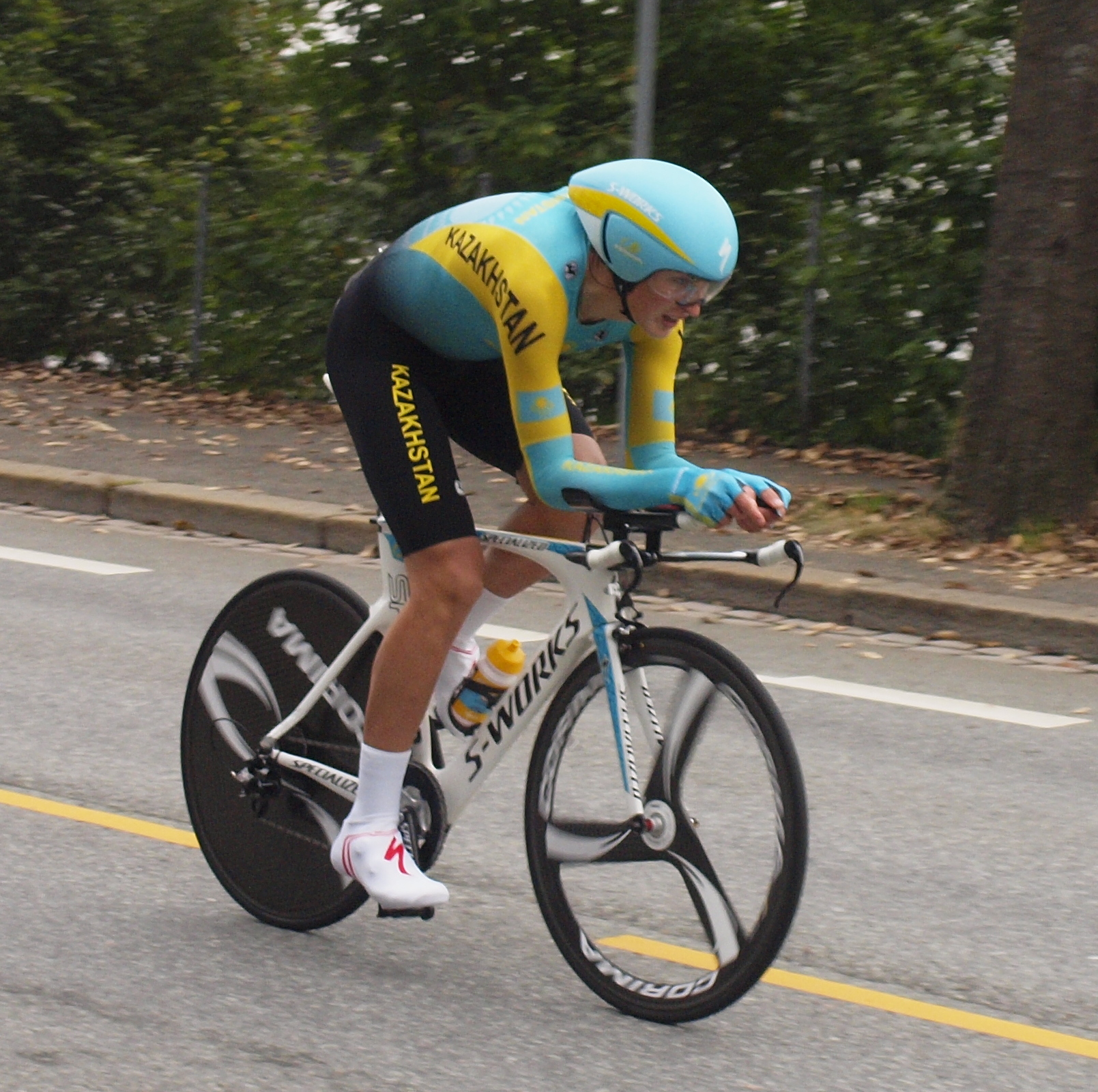
Jewgeni Fedorow (hier 2017) gewann das Einzelzeitfahren der Männer.

Einzelzeitfahren: Es gab 19 Starter, davon zwei aus Kasachstan. Der Vertreter Kuwaits konnte das Rennen nicht beenden. Jewgeni Fedorow gelang die Titelverteidigung.
| Rang | Teilnehmer                    | Zeit       |
| ---- | ----------------------------- | ---------- |
| 1    | Jewgeni Fedorow               | 53:28 min  |
| 2    | Sergio Tu                     | + 1:57 min |
| 3    | Sainbajaryn Dschambaldschamts | + 3:07 min |

### Frauen

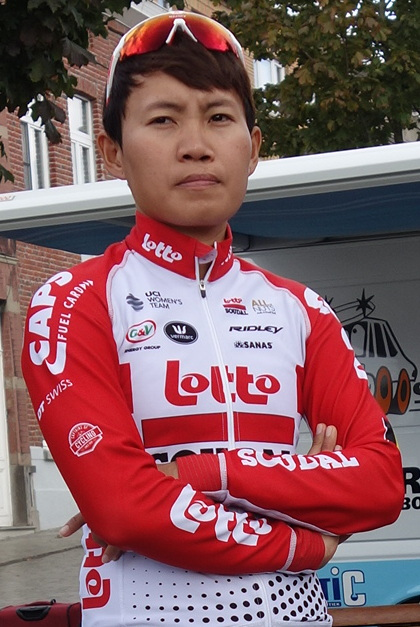
Nguyễn Thị Thật (hier 2019) konnte ihren Titel im Straßenrennen der Frauen verteidigen.

Straßenrennen: Das Rennen der Frauen Elite und U23 fand gemeinsam statt über eine Länge von 109 Kilometern. Von 84 Fahrerinnen gehörten 53 zur Elite. Das Feld kam geschlossen zum Zielsprint, in dem Nguyễn Thị Thật zum zweiten Mal in Folge die Asien-Meisterschaft für sich entscheiden konnte.
| Rang | Teilnehmerin      | Zeit      |
| ---- | ----------------- | --------- |
| 1    | Nguyễn Thị Thật   | 2:51:41 h |
| 2    | Sun Jiajun        | gl. Zeit  |
| 3    | Jutatip Maneephan | gl. Zeit  |

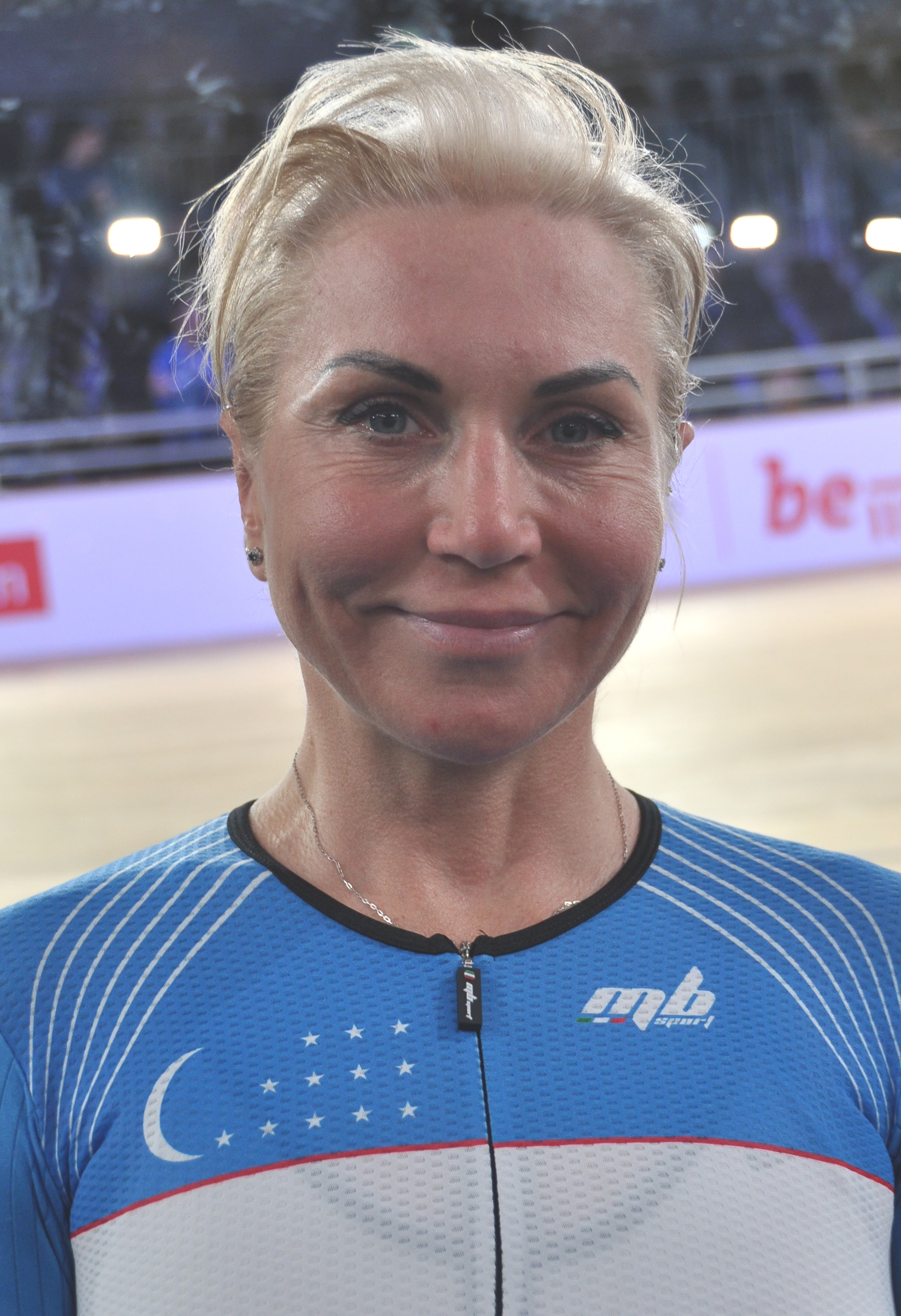
Olga Sabelinskaja (hier 2020) gewann das Einzelzeitfahren der Frauen.

Einzelzeitfahren: Es waren 17 Fahrerinnen am Start, davon zwei aus Kasachstan. Die Vertreterin Irans konnte das Rennen nicht beenden. Olga Sabelinskaja holte mit überdeutlichem Vorsprung ihren zweiten Titel nach 2019. Titelverteidigerin Rinata Sultanowa kam auf den dritten Rang.
| Rang | Teilnehmerin      | Zeit       |
| ---- | ----------------- | ---------- |
| 1    | Olga Sabelinskaja | 39:33 min  |
| 2    | Na Ah-reum        | + 2:08 min |
| 3    | Rinata Sultanowa  | + 2:10 min |

### Männer U23
Straßenrennen: Am Start waren 59 Teilnehmer aus 20 Nationen, von denen 30 das Rennen beendeten. Der Parcours bestand aus sechs Runden à 23 Kilometer. Frühzeitig hatte sich eine Spitzengruppe von sieben Fahrern gebildet, aus der Beksod Rachimbojew eine Solo-Attacke wagte. Er wurde auf dem letzten Kilometer von Ruslan Alijew eingeholt und im Sprint deutlich distanziert. Auch um den dritten Platz gab es einen Sprint zwischen Jasim Saif Abdulla Jasim Al-Ali und dem Usbeken Dmitriy Bocharov.
| Rang | Teilnehmer                      | Zeit       |
| ---- | ------------------------------- | ---------- |
| 1    | Ruslan Alijew                   | 3:13:49 h  |
| 2    | Beksod Rachimbojew              | + 0:06 min |
| 3    | Jasim Saif Abdulla Jasim Al-Ali | + 0:47 min |

Einzelzeitfahren: Es gingen 17 Fahrer an den Start; der Vertreter Omans konnte das Rennen nicht beenden.
| Rang | Teilnehmer          | Zeit       |
| ---- | ------------------- | ---------- |
| 1    | Andrei Remche       | 36:11 min  |
| 2    | Ju Jinyang          | + 1:45 min |
| 3    | Muhammad Andy Royan | + 1:49 min |

### Frauen U23
Straßenrennen: Die U23-Fahrerinnen fuhren im selben Feld wie die Elite, wurden aber getrennt gewertet und hatten ihre eigene Siegerehrung. Die ersten drei unter ihnen kamen als 6., 10. und 11. ins Ziel.
| Rang | Teilnehmerin      | Zeit     |
| ---- | ----------------- | -------- |
| 1    | Phi Kun Pan       | 2:51:41  |
| 2    | Yanina Kuskova    | gl. Zeit |
| 3    | Dewika Mulya Sova | gl. Zeit |

Einzelzeitfahren: Es gab 12 Starterinnen, davon zwei aus Usbekistan, die den ersten und dritten Platz belegten. Yanina Kuskova gewann wie schon im Vorjahr.
| Rang | Teilnehmerin       | Zeit       |
| ---- | ------------------ | ---------- |
| 1    | Yanina Kuskova     | 41:51 min  |
| 2    | Cui Yuhang         | + 1:08 min |
| 3    | Jewgenija Golotina | + 1:18 min |

### Junioren
Straßenrennen: Das Rennen über 115 km bestand aus fünf Runden in der Nähe des Dok-Krai-Stausees, es waren 54 Fahrer aus 19 Nationen beteiligt. Thailand gelang es, vier Fahrer in einer neunköpfigen Spitzengruppe zu platzieren. Als Tinnapat Muangdet aus dieser Gruppe angriff, konnten seine Mannschaftskameraden den Rest der Gruppe daher leicht kontrollieren. Die übrigen Podiumsplätze wurden unter den Verfolgern ausgesprintet. Die mitfavorisierten Mannschaften Kasachstans und Usbekistans gingen leer aus.
| Rang | Teilnehmer                   | Zeit       |
| ---- | ---------------------------- | ---------- |
| 1    | Tinnapat Muangdet            | 2:45:47 h  |
| 2    | Muhammad Adam Ramdzan Razali | + 0:38 min |
| 3    | Nuntakorn Nontakeaw          | gl. Zeit   |

Einzelzeitfahren: Am Start waren 16 Fahrer aus ebenso vielen Nationen.
| Rang | Teilnehmer                | Zeit       |
| ---- | ------------------------- | ---------- |
| 1    | Michail Podluschnyj       | 38:49 min  |
| 2    | Syelhan Muhammad Nurahmat | + 0:32 min |
| 3    | Phạm Lê Xuân Lộc          | + 0:55 min |

### Juniorinnen
Straßenrennen: Das Rennen ging über zwei Runden à 23 Kilometer und wurde von 29 Fahrerinnen aus 12 Ländern bestritten. Nach der Hälfte des Rennens setzte sich Assal Risajewa ab. Sie wurde von Thạch Thị Ngọc Thảo und Jewgenija Saam zunächst eingeholt und drei Kilometer vor dem Ziel abgehängt. Den Zielsprint gewann Thạch vor Saam.
| Rang | Teilnehmerin        | Zeit        |
| ---- | ------------------- | ----------- |
| 1    | Thạch Thị Ngọc Thảo | 1:13:44 min |
| 2    | Jewgenija Saam      | + 0:01 min  |
| 3    | Assal Risajewa      | + 0:10 min  |

Einzelzeitfahren: Es waren 10 Fahrerinnen am Start.
| Rang | Teilnehmerin       | Zeit       |
| ---- | ------------------ | ---------- |
| 1    | Nguyễn Thị Bé Hồng | 23:43 min  |
| 2    | Assal Risajewa     | + 0:04 min |
| 3    | Lee Chai Roug      | + 0:12 min |

### Mixed-Staffeln
Elite: Es waren sieben Mannschaften am Start, die Plätze hinter den Medaillengewinnern belegten Thailand, Hongkong, Indonesien und der Iran.
| Rang | Mannschaft | Zeit       |
| ---- | --- | ---------- |
| 1    | Kasachstan (Jewgeni Fedorow, Dmitri Grusdew, Igor Tschschan, Machabbat Umutschanowa, Rinata Sultanowa, Marina Kusmina)    | 1:13:27 h  |
| 2    | Usbekistan (Alexei Fomowski, Dmitriy Bocharov, Beksod Rachimbojew, Olga Sabelinskaja, Jewgenija Golotina, Yanina Kuskova) | + 1:38 min |
| 3    | Volksrepublik China (Niu Yikui, Bai Lijun, Liu Jiankun, Sun Jiajun, Wang Tingting, Cui Yuhang)                            | + 2:12 min |

Junioren: Es waren vier Mannschaften am Start, außer den unten genannten noch Hongkong.
| Rang | Mannschaft | Zeit       |
| ---- | --- | ---------- |
| 1    | Kasachstan (Alik Batyrchan, Mansur Beissembai, Michail Podluschnyj, Wiktorija Martschuk, Jekaterina Udowykina, Jewgenija Saam)           | 42:22 min  |
| 2    | Thailand (Nuntakorn Nontakeaw, Tinnapat Muangdet, Aphisit Supan, Chin Rungchotwattana, Natcha Songkhen, Pittayapron Seatun)              | + 0:11 min |
| 3    | Usbekistan (Farruch Boboscherow, Dijor Tochirow, Kamoliddin Bachriddinow, Assal Risajewa, Sewintsch Juldoschewa, Mochinabonu Elmurodowa) | + 0:23 min |

## Medaillenspiegel
| Platz  | Land                         | Gold | Silber | Bronze | Gesamt |
| ------ | ---------------------------- | ---- | ------ | ------ | ------ |
| 1      | Kasachstan                   | 7    | 2      | 1      | 10     |
| 2      | Vietnam                      | 3    | 0      | 1      | 4      |
| 3      | Usbekistan                   | 2    | 4      | 3      | 9      |
| 4      | Thailand                     | 1    | 1      | 2      | 4      |
| 5      | Malaysia                     | 1    | 1      | 0      | 2      |
| 6      | Volksrepublik China          | 0    | 3      | 1      | 4      |
| 7      | Indonesien                   | 0    | 1      | 2      | 3      |
| 8      | Chinesisch Taipeh            | 0    | 1      | 1      | 2      |
| 9      | Südkorea                     | 0    | 1      | 0      | 1      |
| 10     | Japan                        | 0    | 0      | 1      | 1      |
| 10     | Mongolei                     | 0    | 0      | 1      | 1      |
| 10     | Vereinigte Arabische Emirate | 0    | 0      | 1      | 1      |
| Gesamt | Gesamt                       | 14   | 14     | 14     | 42     |